# Styven Vásquez
Luis Styven Vásquez Velásquez (San Salvador, El Salvador, 29 de octubre de 2002), más conocido como Styven Vásquez, es un jugador profesional salvadoreño de fútbol que se desempeña en la posición de centro delantero en Club Deportivo Luis Ángel Firpo, equipo perteneciente a la liga Primera División de El Salvador.

## Carrera
Vásquez lleva jugando tres temporadas en el equipo Club Deportivo Luis Ángel Firpo, teniendo en su haber más de setenta partidos jugados. También es parte de la Selección de fútbol de El Salvador.

## Clubes
Actualizado al último partido jugado el 11 de mayo de 2025.
| Club Deportivo Águila · El Salvador           | 1.ª                 | 2021                | 1   | 0  | - | - | - | - | 1   | 0  |
| Club Deportivo Águila · El Salvador           | 1.ª                 | 2021                | 9   | 3  | - | - | - | - | 9   | 3  |
| Club Deportivo Águila · El Salvador           | Total               | Total               | 10  | 3  | 0 | 0 | 0 | 0 | 10  | 3  |
| Club Deportivo Luis Ángel Firpo · El Salvador | 1.ª                 | 2022                | 19  | 4  | - | - | - | - | 19  | 4  |
| Club Deportivo Luis Ángel Firpo · El Salvador | 1.ª                 | 2022-23             | 21  | 1  | - | - | - | - | 21  | 1  |
| Club Deportivo Luis Ángel Firpo · El Salvador | 1.ª                 | 2023-24             | 38  | 19 | - | - | - | - | 38  | 19 |
| Club Deportivo Luis Ángel Firpo · El Salvador | 1.ª                 | 2024-25             | 25  | 11 | - | - | 4 | 3 | 29  | 14 |
| Club Deportivo Luis Ángel Firpo · El Salvador | 1.ª                 | 2025-26             |     |    |   |   |   |   |     |    |
| Club Deportivo Luis Ángel Firpo · El Salvador | Total               | Total               | 103 | 35 | 0 | 0 | 4 | 3 | 107 | 38 |
| Total en su carrera                           | Total en su carrera | Total en su carrera | 113 | 38 | 0 | 0 | 4 | 3 | 117 | 41 |
| (2) No incluye goles en partidos amistosos.   |                     |                     |     |    |   |   |   |   |     |    |

Segunda División de El Salvador/Reservas
| Club                       | País        | Año         |
| -------------------------- | ----------- | ----------- |
| C.D. Topiltzín             | El Salvador | 2017 - 2018 |
| Club Deportivo El Vencedor | El Salvador | 2018 - 2019 |
| Club Deportivo Águila      | El Salvador | 2019 - 2020 |

### Selección nacional
| Selección                                      | Año                 | Partidos | Goles |
| ---------------------------------------------- | ------------------- | -------- | ----- |
| El Salvador Sub-17                             |                     |          |       |
| 2019                                           | 5                   | 2        |       |
| Total en su carrera                            | Total en su carrera | 5        | 2     |
| El Salvador                                    |                     |          |       |
| 2021                                           | 2                   | 0        |       |
| 2022                                           | 4                   | 0        |       |
| 2023                                           | 2                   | 1        |       |
| 2024                                           | 5                   | 2        |       |
| Total en su carrera                            | Total en su carrera | 13       | 3     |
| Estadísticas hasta el 18 de noviembre de 2024. |                     |          |       |